# بیورن درایر (بازیکن فوتبال، زاده ۱۹۷۷)
بیورن درایر (انگلیسی: Björn Dreyer؛ زادهٔ ۲۷ ژوئیهٔ ۱۹۷۷) بازیکن فوتبال اهل آلمان است.
از باشگاه‌هایی که در آن بازی کرده‌است می‌توان به باشگاه فوتبال فرایبورگ اشاره کرد.